# Témoin de ce meurtre
Pour plus de détails, voir Fiche technique et Distribution.
Témoin de ce meurtre (Witness to Murder) est un film américain réalisé par Roy Rowland, sorti en 1954.

## Synopsis
Une jeune dessinatrice aperçoit par sa fenêtre un homme de lettres en train d'assassiner une femme. Il fait disparaitre les preuves avant l'arrivée de la police et parvient à la convaincre que ce soi-disant témoin est une folle. Elle est internée dans un asile…

## Fiche technique
- Titre : Témoin de ce meurtre
- Titre original : Witness to Murder
- Réalisation : Roy Rowland
- Scénario : Chester Erskine et Nunnally Johnson (non crédité)
- Production : Chester Erskine
- Société de production : Chester Erskine Productions
- Distribution : United Artists
- Image : John Alton
- Montage : Robert Swink
- Direction musicale : Herschel Burke Gilbert
- Direction artistique : William Ferrari
- Décorateur de plateau : Alfred E. Spencer
- Costumes : Kay Nelson et Dave Berman (non crédité)
- Pays de production : États-Unis
- Format : Noir et blanc - 35 mm - 1,75:1 - Son : Mono (Western Electric Recording)
- Genre : film noir
- Durée : 83 minutes
- Date de sortie : États-Unis : 15 avril 1954

## Distribution
- Barbara Stanwyck  (VF : Jacqueline Ferrière) : Cheryl Draper
- George Sanders  (VF : Marc Valbel) : Albert Richter
- Gary Merrill  (VF : Jean Martinelli) : Police Lt. Lawrence Mathews
- Jesse White  (VF : Robert Dalban) : Police Sgt. Eddie Vincent
- Harry Shannon  (VF : Pierre Morin) : Police Capt. Donnelly
- Claire Carleton : Mae
- Lewis Martin : Psychiatre
- Dick Elliott : Manager
- Harry Tyler : Charlie
- Juanita Moore : Une patiente de l'hôpital
- Joy Hallward : Collègue de Cheryl
- Adeline De Walt Reynolds : la vieille dame